# Ministère de coordination des Affaires maritimes et de l'Investissement
Le Ministère de coordination des Affaires maritimes et de l'Investissement de l'Indonésie (en indonésien : Kementerian Koordinator Bidang Kemaritiman dan Investasi) est le ministère du cabinet indonésien chargé de la coordination et de la planification des politiques publiques dans les domaines de la mer. Le ministre coordinateur actuel est Luhut Binsar Pandjaitan. 

## Portefeuille et fonction
Lors de la réélection du président Joko Widodo en 2019 et la nomination de son Cabinet Indonésie En avant, certains ministères changent de nom. Le ministère de coordination des Affaires maritimes devient ainsi le ministère de coordination des Affaires maritimes et de l'Investissement. 

## Ministères coordonnés
Les ministères coordonnés par ce ministère de coordination sont : 
- Ministère des Transports,
- Ministère des Affaires maritimes et de la Pêche,
- Ministère du Tourisme,
- Ministère de l'Énergie et des Ressources minérales.

## Liste des ministres coordinateurs
| Ordre | Photo | Ministre | Cabinet                                       | Début           | Fin             |
| ----- | ----- | --- | --------------------------------------------- | --------------- | --------------- |
| 1     |       | Ali Sadikin (7 juillet 1927–20 mai 2008) Ministre coordinateur des Aires maritimes                                    | Cabinet Dwikora Cabinet Dwikora remanié       | 27 août 1964    | 22 février 1966 |
| 2     |       | Jatidjan Sastroredjo (26 novembre 1926–12 janvier 2008) Ministre des Affaires maritimes                               | Cabinet Ampera                                | 28 juillet 1966 | 17 octobre 1967 |
| 3     |       | Dwisuryo Indroyono Soesilo (né le 27 mars 1955) Ministre coordinateur des Affaires maritimes                          | Cabinet de Travail                            | 27 octobre 2014 | 12 août 2015    |
| 4     |       | Rizal Ramli (né le 10 décembre 1954) Ministre coordinateur des Affaires maritimes                                     | Cabinet de Travail                            | 12 août 2015    | 27 juillet 2016 |
| 5     |       | Luhut Binsar Pandjaitan (né le 28 septembre 1947) Ministre coordinateur des Affaires maritimes et de l'Investissement | Cabinet de Travail Cabinet Indonésie En avant | 27 juillet 2016 | En fonction     |